# 지족2항
지족2항은 경상남도 남해군 삼동면 지족리, 지족2리마을 인근에 있는 어항이다. 2002년 8월 6일 어촌정주어항으로 지정하여 관리하고 있다. 시설관리자는 남해군수이다.

## 어항 연혁
- 1954년 지족리에서 분동되어 지족2리로 유래되었다.

## 어항 시설
- 선착장 L=107m, B=4.0m, 물량장 L=36m, B=11.0m

## 주요 어종
- 멸치, 노래미, 감성돔, 장어, 패류 등